# TEKE::TEKE
Pour les articles homonymes, voir Teke Teke (homonymie).
 (novembre 2023).
Il peut être nécessaire de l'améliorer pour respecter le principe de neutralité de point de vue. Veuillez consulter la page de discussion pour plus de détails.

TEKE::TEKE est un groupe montréalais de rock psychédélique et expérimental, dont l'univers sonore  cinématographique mêle des influences de musique japonaise des années 60 et 70 avec des influences de musique autant brésilienne, bulgare et africaine que noise, art-rock voire pop.

## Présentation
Le groupe a été formé en 2017 par le guitariste et compositeur Serge (Sei) Nakauchi Pelletier, le tromboniste Étienne Lebel, le batteur Ian Lettre, le guitariste Hidetaka Yoneyama, le bassiste Mishka Stein, et la flûtiste Yuki Isami à l'origine comme hommage au musicien japonais Takeshi Terauchi.
Le groupe fut ses débuts sur scène lors de l'édition 2017 du Festival De Musique Psychédélique Distorsion organisé par les promoteurs de spectacle et étiquette de disque Mothland à Montréal. TEKE::TEKE (dont le nom fait référence à l'onomatopée pour décrire le son typique de la guitare surf), est alors un groupe entièrement instrumental puisque la chanteuse et artiste visuelle Maya Kuroki ne se joindra à la formation que lors du deuxième spectacle, cette fois présenté dans le cadre du festival Pop Montréal. Le groupe, pensé initialement comme un projet-hommage, inspiré par le son, l'énergie, et la chimie des sept musiciens et musiciennes lors des premiers spectacles, décida de poursuivre cette aventure musicale, délaissant peu à peu les reprises, optant plutôt pour la composition de musique originale.
Un premier EP intitulé Jikaku est paru en 2018 sur l'étiquette montréalaise Ray-On, et consiste en deux compositions originales (Omae No Karada et Jikaku) ainsi que deux reprises (Ai No Kizuna de Takeshi Terauchi et Chicca Na Toki Kara de Maki Asakawa). Leur premier album complet intitulé Shirushi est paru en 2021 chez l'étiquette de disque indépendante américaine Kill Rock Stars et s'est retrouvé sur la grande liste pour le Prix de musique Polaris de 2021 en plus de remporter le prix pour Album autres langues lors du 44e gala de l'ADISQ. La même année, il lance deux chansons inédites (Onigami et Kodomonokuni) sous forme de disque 45 tours en édition limitée via le club de vinyles exclusifs créé par l'étiquette de disque de Seattle, SUB POP. Le groupe lance son deuxième opus, Hagata, en juin 2023, une fois de plus chez l'étiquette Kill Rock Stars.
Le groupe se fait d'abord découvrir sur scène chez lui au Québec, entre autres dans les festivals tels que le Festival International de Jazz de Montréal, le festival Osheaga et le Festival d'été de Québec, avant de tourner dans le reste du Canada, aux États-Unis et en Europe.

## Récompenses
- Gala de l'ADISQ 2024 : Nomination pour Album de l'année – Bilingues / autres langues pour l'album Hagata[6]